# Vítězslav Vejražka
Profesor Vítězslav Vejražka, filmovým pseudonymem Petr Vít (9. května 1915 Dolní Bousov u Mnichova Hradiště – 8. června 1973 Praha) byl český herec, divadelní režisér, divadelní pedagog a politik.

## Rodina a život
Narodil se v Dolním Bousově u Mnichova Hradiště v roce 1915 v rodině sociálního demokrata a činovníka dělnických odborů Františka Vejražky. Jeho bratrem byl pozdější příslušník 311. československé perutě Miloslav Vejražka. Po ukončení studia na měšťance se vyučil číšníkem. Začínal hrát u různých kočovných divadelních společností. V roce 1937 vystudoval herectví na dramatickém oddělení Státní konzervatoře hudby.
Jeho první manželkou byla baletka Jarmila Vejražková, dcera známého brněnského malíře Oldřicha Šebora. V tomto manželství se roku 1939 narodil jeho první syn Jan Vejražka, přírodovědec, středoškolský profesor biologie a chemie na gymnáziu v Chebu. Jeho třetí manželkou byla Jarmila Krulišová (24. 12. 1922 Jičín – 26. 1. 2006), herečka, členka činohry Národního divadla v letech 1948 až 1989. Rovněž působila jako filmová a televizní herečka a pracovala v pedagogických funkcích na pražské DAMU. V roce 1973 byla jmenována zasloužilou umělkyní. Jejich dětmi jsou, herec David Vejražka (* 15. května 1955 Praha), absolvent DAMU, malíř Vít Vejražka (* 24. září 1956 Praha), absolvent AVU a ekonomka Vendula Vejražková (* 24. září 1956 Praha).
S manželkou se setkával občas i na divadelních prknech, naposledy pravděpodobně v sezóně 1971–1972 na scéně Národního divadla ve hře Rozrušená země (A. Stehlík, M. A. Šolochov, režie Evžen Sokolovský), kde hrál Jakova Lukiče Ostrovnova a jeho manželka vystupovala v roli Lukiničny. Mezi lety 1966 a 1969 měl příležitost stanout na prknech Národního divadla společně i se svými dětmi, účinkujícími v dětských rolích v některých reprízách hry Cesta do Ameriky aneb Lesní panna dle Josefa Kajetána Tyla – David v roli Frantíka, Vít v roli Pepíka a Vendulka v roli Kačenky. Vejražka kromě režie této hry zde alternoval i v několika drobných rolích.
Vítězslav Vejražka zemřel na selhání srdce 8. června 1973. Bylo mu 58 let. Je pochován v hrobce Slavín (společná hrobka národních velikánů) na Vyšehradském hřbitově v Praze.
Na jeho paměť byla pojmenována ulice (Vejražkova) v Praze 5-Košířích.
Bratr Vítězslava Vejražky, Míla, emigroval v roce 1939. Stal se příslušníkem 311. perutě britského královského letectva a zahynul při sestřelu v roce 1940 při návratu z náletu na Německo.

## Divadlo a pedagogická činnost
Již jako student statoval spolu s dalšími mladými kolegy (např. Otou Ornestem, Svatoplukem Benešem) na scéně Národního a Stavovského divadla, kde se setkal s tehdejšími významnými herci, např. Bedřichem Karenem, Leopoldou Dostálovou, Václavem Vydrou st., Hugo Haasem, Zdeňkem Štěpánkem, Olgou Scheinpflugovou aj. V roce 1937 si jej dokonce režisér Jiří Frejka vybral dva dny před premiérou mladého na záskok ve hře Godunov do role vojevůdce Basmanova za Jaroslava Průchu, který musel zaskakovat v titulní roli za Eduarda Kohouta.
Po ukončení školy působil jeden rok nejprve v Moravskoslezském národním divadle v Ostravě (1938/1939), poté přešel do Zemského divadla v Brně (zde jej zastihl počátek druhé světové války). V letech 1941 až 1945 účinkoval v pražském divadle Uranie, kde také pracoval jako režisér. Po válce spoluzakládal Divadlo 5. května, kde dva roky fungoval nejen jako herec a režisér, ale i jako ředitel. V letech 1947 až 1948 působil v Divadle pracujících ve Zlíně. V roce 1948 pak natrvalo zakotvil v pražském Národním divadle, kde hrál i režíroval až do své smrti. V letech 1964–1969 byl šéfem činohry Národního divadla. Řadu významných rolí vytvořil v inscenacích režisérů Jana Škody, Jaromíra Pleskota a Františka Salzera. V závěru života se podílel i na dramatizaci některých her uváděných v Národním divadle, např. Vstanou noví bojovníci (dle Antonína Zápotockého, režie M. Stehlík, premiéra v roce 1974).
Od roku 1949 působil externě na Divadelní fakultě Akademie múzických umění v Praze (DAMU), v roce 1963 zde byl jmenován řádným profesorem. Na DAMU působil až do své smrti a zastával zde i funkci vedoucího katedry herectví. K jeho žákům patřili např. Jaroslava Obermaierová a Jaroslav Satoranský.
Kromě rolí v divadle hrál rovněž ve filmu (do r. 1945 pod pseudonymem Petr Vít), v televizi, působil i v rozhlase a dabingu.

## Politická činnost
Po celý život byl silně levicově orientovaným a politicky angažovaným člověkem a členem KSČ. Působil v řadě společenských funkcí a byl vládnoucím režimem za svůj angažovaný postoj také často vyznamenáván a odměňován. Ve druhé polovině padesátých let se stal prvním předsedou Svazu československých divadelních umělců a tuto funkci zastával až do III. sjezdu Svazu.
13. sjezd KSČ ho zvolil kandidátem Ústředního výboru Komunistické strany Československa. Jeho politická kariéra vyvrcholila po invazi vojsk Varšavské smlouvy do Československa za normalizace. Po federalizaci Československa usedl do Sněmovny lidu Federálního shromáždění. Mandát nabyl až dodatečně v prosinci roku 1969 jako náhradník v rámci posrpnových čistek. V parlamentu setrval do konce volebního období, tedy do voleb roku 1971.
Současně byl i předsedou Divadelní rady, poradního orgánu Ministerstva kultury.
Členem KSČ byl od roku 1945. V oficiálním zdůvodnění výběru za nového poslance se k jeho politickým názorům během pražského jara uvádí: „V minulém politicky složitém vývoji naší společnosti patřil soudruh Vejražka k těm pracovníkům kulturní fronty, kteří nepropadli extrémním projevům nacionalismu a zůstal věrný vysoce odpovědnému poslání pracovníka socialistického umění a kultury.“
Od roku 1949 dobrovolně pracoval jako agent StB, nejen s úkolem svádět určené ženy a kompromitovat je.

## Citát
| „                      | Mohu říci, že všechny schopnosti i dobré vlastnosti potvrdil Vítězslav Vejražka v Národním divadle. Na jeho Petruccia ve Zkrocení zlé ženy, ale hlavně na Othella se bude ještě dlouho vzpomínat. Kreslil své figurky zostra, úsporně. V tomto směru vynikaly zejména jeho shakespearovské postavy, což potvrdil mimo jiné v Králi Learovi, kde za Salzerovy režie vytvořil suverénním způsobem vladařského uzurpátora Edmunda. | “ |
| — František Filipovský | |   |

## Ocenění
- 1958 Řád práce
- 1962 Zasloužilý člen Národního divadla
- 1963 Cena Jaroslava Průchy
- 1963 titul zasloužilý umělec
- 1971 cena Zlatý krokodýl, cena Československé televize za hereckou tvorbu
- 1972 titul národní umělec
- 1973 Řád Vítězného února

## Vybrané divadelní role
- 1936 Chrysal (Molière: Učené ženy, Konzervatoř Praha, režie M. Svoboda)
- 1936 Burgess (G. B. Shaw: Candida, Konzervatoř Praha, režie M. Svoboda)
- 1936 Claudius (W.Shakespeare, ND, režie Jiří Frejka)
- 1937 První novinář (Karel Čapek: Bílá nemoc, Stavovské divadlo, režie Karel Dostal)
- 1937 Basmanov (A. S. Puškin: Godunov, Stavovské divadlo, režie Jiří Frejka)
- 1938 Jan Tönnesen (Henrik Ibsen: Opory společnosti, Zemské divadlo v Brně, režie Jan Škoda)
- 1939 Le Bret (Edmond Rostand: Cyrano z Bergeracu, Zemské divadlo v Brně, režie Jan Škoda)
- 1940 Marlowe (František Kožík: Shakespeare, Zemské divadlo v Brně, režie J. Bezdíček)
- 1940 Vikentěv (Gončarov: Strž, Zemské div. v Brně, režie Jan Bor)
- 1941 Radúz (Julius Zeyer: Radúz a Mahulena, Zemské divadlo v Brně, režie A. Klimeš)
- 1942 Clavigo (J. Goethe: Clavigo, Uranie, režie Miloš Nedbal)
- 1942 Sanchez de Carrera (H. H. Ortner: Isabela Španělská, Uranie)
- 1943 Oberon (W. Shakespeare: Sen noci svatojánské, Uranie, režie Aleš Podhorský)
- 1945 Roháč (Alois Jirásek: Jan Žižka, Divadlo 5. května, režie Antonín Kurš)
- 1946 Claudius (William Shakespeare: Hamlet, 1946, Divadlo 5. května, režie František Salzer)
- 1946 Petruccio (William Shakespeare: Zkrocení zlé ženy, Divadlo 5. května, režie František Salzer)
- 1946 Juan (Lope de Vega: Sedlák svým pánem, Divadlo 5. května, režie František Salzer)
- 1947 Juraj Jánošík (Rázusová-Martáková: Jánošík, Divadlo 5. května, režie František Salzer)
- 1947 Ma Kin King (Pokorný: Křídový kruh, Divadlo 5. května, režie František Salzer)
- 1947 Pán v cylindru (Mahen: Ulička odvahy, Divadlo 5. května, režie František Salzer)
- 1947 Šéf (T. Svatopluk: Botostroj, Divadlo pracujících Zlín, režie Z. Míka)
- 1947 Jan Cordeau (A. Salacrou: Noci hněvu, Divadlo pracujících Zlín, režie V. Vejražka)
- 1948 Francek (bratři Mrštíkové: Maryša, Národní divadlo, režie Jindřich Honzl)
- 1949 Juraj Jánošík (Jiří Mahen: Jánošík, ND, režie Antonín Dvořák a K. Zachar)
- 1950 Petruccio (W. Shakespeare: Zkrocení zlé ženy, ND, režie František Salzer)
- 1950 Voronov (Višněvskij: Nezapomenutelný rok devatenáctý, ND, režie František Salzer)
- 1951 Julius Fučík (Burjakovskij: Lidé bděte!, ND, režie Jan Škoda)
- 1951 Othello (W. Shakespeare: Othello, ND, režie Jan Škoda)
- 1952 Sibirjakov (Surkov: Zelená ulice, ND, režie František Salzer)
- 1953 Jakub Bušek (L. Stroupežnický: Naši furianti, ND, režie Zdeněk Štěpánek)
- 1953 Šafránek (J.K.Tyl: Vlastenec, Národní divadlo, režie František Salzer)
- 1953 Chlum (J. K. Tyl: Jan Hus, ND, režie Antonín Dvořák)
- 1954 Znobov (Ivanov: Obrněný vlak, ND, režie František Salzer)
- 1955 Hermann Göring (H. Zinnerová, Alfréd Radok: Ďábelský kruh, ND, režie Alfréd Radok)
- 1957 Maršál (Karel Čapek: Bílá nemoc, ND, režie František Salzer)
- 1957 Nádžmí (N.Hikmet: Podivín, ND, režie Otomar Krejča)
- 1958 Edmund (W. Shakespeare: Král Lear, ND, režie František Salzer)
- 1958 Vlček (J. Mahen: Jánošík, ND, režie František Salzer)
- 1958 Karel IV. (Jaroslav Vrchlický: Noc na Karlštejně, v areálu hradu Karlštejn, režie František Salzer)
- 1959 Claudius (W. Shakespeare: Hamlet, ND, režie Jaromír Pleskot)
- 1959 Formin (Darvas: Spálená křídla, ND, režie František Salzer)
- 1959 Antipa (Maxim Gorkij: Zykovovi, ND, režie František Salzer)
- 1960 Šamrajev (A. P. Čechov: Racek, ND, režie Otomar Krejča)
- 1960 Oinomaos (Jaroslav Vrchlický, Fibich: Námluvy Pelopovy, ND, režie Ladislav Boháč)
- 1961 Lukáš (Pavlíček: Zápas s Andělem, ND, režie Jaromír Pleskot)
- 1962 Vodička (W. Shakespeare: Veselé paničky windsorské, ND, režie J. Pleskot)
- 1963 Oidipús (Sofoklés: Oidipús vladař, ND, režie Miroslav Macháček)
- 1967 Antonius (W. Shakespeare: Antonius a Kleopatra, ND, režie J. Pleskot)
- 1968 Jan Roháč z Dubé (Alois Jirásek: Jan Roháč, ND, režie Václav Špidla)
- 1971 Jakov Lukič Ostrovnov (M. Stehlík, M. A. Šolochov: Rozrušená země, Tylovo divadlo, režie Evžen Sokolovský)
- 1972 Joe Keller (A. Miller: Všichni moji synové, ND, režie Jaromír Pleskot)

## Vybrané divadelní režie
- 1943 Schäfer: Velké číslo, Uranie
- 1944 Václav Kliment Klicpera: Divotvorný klobouk, Uranie
- 1947 A. Salacrou: Noci hněvu, Divadlo pracujících Zlín (současně hrál i v roli Jana Cordeau)
- 1950 W. Shakespeare: Komedie plná omylů, DISK
- 1965 T. Williams: Tramvaj do stanice Touha, Národní divadlo
- 1965 Vítězslav Nezval: Dnes ještě zapadá slunce nad Atlantidou, Národní divadlo
- 1965 A. Miller: Po pádu, Národní divadlo (režie společně s Karlem Pechem)
- 1966 J. K. Tyl: Cesta do Ameriky, Národní divadlo
- 1966 Lope de Vega: Vzbouření v blázinci, Národní divadlo
- 1967 Carlo Goldoni: Hrubiáni, Národní divadlo
- 1970 Ladislav Stroupežnický: Naši furianti, Národní divadlo

## Vybrané filmové role
- 1937 Kříž u potoka - role: Štefan Potocký, režie: Miloslav Jareš
- 1937 Karel Hynek Mácha
- 1941 Turbina - role: Václav Nezmara, režie: Otakar Vávra; V. Vejražka pod pseudonymem Petr Vít
- 1942 Velká přehrada - role: Petr Pavelec, režie: J. A. Holman; V. Vejražka pod pseudonymem Petr Vít
- 1942 Ryba na suchu; V.  Vejražka pod pseudonymem Petr Vít
- 1942 Kníže Václav
- 1943 Experiment - role: Jindřich Slaba, režie: Martin Frič
- 1943 Šťastnou cestu
- 1944 Děvčica z Beskyd
- 1946 Hrdinové mlčí
- 1947 Alena - role: čert Ondřej, režie: Miroslav Cikán
- 1949 Pytlákova schovanka - role: Malhorn, režie: Martin Frič
- 1952 Anna proletářka - role: Jandák, režie: Karel Steklý
- 1954 Botostroj - role: šéf, režie: K. M. Walló
- 1955 Strakonický dudák
- 1955 Tanková brigáda
- 1955 Jan Hus - role: Václav z Dubé, režie: Otakar Vávra
- 1956 Jan Žižka - role: Václav z Dubé, režie: Otakar Vávra
- 1957 Proti všem - role: Václav z Dubé, režie: Otakar Vávra
- 1957 Padělek - role: Petr Klimeš, režie: Vladimír Borský
- 1960 Tři tuny prachu
- 1961 Ďáblova past
- 1963 Handlíři
- 1967 Údolí včel
- 1967 Lucerna
- 1970 Pane, vy jste vdova!

## Televize
- 1962 Tvrdohlavá žena a zamilovaný školní mládenec (TV film)
- 1969 Maryla (TV zpracování novely) - role: strýček Václav Norušanský
- 1971 Maryša (TV inscenace dramatu) - role: radní Lízal

## Rozhlasové role
- 1950 William Shakespeare: Sen noci svatojánské, režie: Josef Bezdíček. Hráli: Václav Voska (Lysandr), Vladimír Ráž (Demeteus), František Filipovský (Klubko), Antonín Jedlička (Pískálek), Josef Hlinomaz (Tlamička), Saša Myšková (Hermie), Drahomíra Hůrková (Helena), Vítězslav Vejražka (Oberon), Jaroslava Adamová (Puk). Hudba: Václav Trojan.[17]